# Vanilla purusara
Vanilla purusara é uma espécie de orquídea de hábito escandente e crescimento reptante que existe no Pará e Amazonas, Brasil. São plantas clorofiladas de raízes aéreas; sementes crustosas, sem asas; e inflorescências de flores de cores pálidas que nascem em sucessão, de racemos laterais.}}
Esta espécie pode ser reconhecida entre as Vanilla por apresentar caules comparativamente espessos e carnosos, labelo claramente trilobado; folhas levemente membranáceas e reticuladas, obovaladas, levemente atenuadas para a base, acuminadíssimas, medindo até 18 por 5 centímetros; inflorescências com brácteas pequenas escamiformes; e flores de até oito centímetros, porém bem abertas; ovário mais ou menos roliço; e por seu hábito terrestre porém subindo nas árvores apoiada por suas raízes aéreas.